# Gornji Zebanec
Gornji Zebanec – wieś w Chorwacji, w żupanii medzimurskiej, w gminie Selnica. W 2011 roku liczyła 189 mieszkańców.